# Сухы-Бур-Опольски
Сухы-Бур-Опольски (пол. Suchy Bór Opolski) — остановочный пункт железной дороги (платформа) в селе Сухы-Бур (польск. Suchy Bór) в гмине Хшонстовице, в Опольском воеводстве Польши. Имеет 1 платформу и 1 путь.
Остановочный пункт на железнодорожной линии Ополе — Тарновске-Гуры, построен в 1858 году, когда село Сухы-Бур (нем. Derschau, Дершау) было в составе Королевства Пруссия.